# Henry F. Grady
Henry Francis Grady, né le 12 février 1882 à San Francisco et mort le 14 septembre 1957 dans l'océan Pacifique, est un économiste, homme d’affaires et diplomate américain. Il occupa  successivement les fonctions de doyen de l’Université de Californie (1928-1937) puis de dirigeant dans le secteur privé (1941-1947). Par la suite, il entama une carrière diplomatique, devenant le premier ambassadeur des États-Unis en Inde (1947-1948), avant d’être nommé en Grèce (1948-1950), puis en Iran (1950-1951). Connu pour ses prises de position critiques à l’égard du colonialisme britannique, notamment en Inde et en Iran, Grady collabora néanmoins avec des diplomates britanniques en 1946 afin d’élaborer un plan visant à perpétuer la domination du Royaume-Uni sur la Palestine. Ce projet, connu sous le nom de plan Morrison-Grady, fut toutefois rejeté tant par les représentants arabes que juifs, conduisant à son abandon. 

## Biographie
Né à San Francisco, il est le fils de John Henry Grady et d’Ellen Genevieve, née Rourke. Après des études supérieures, il obtient une licence à l’université St. Mary’s de Baltimore en 1907, puis un doctorat en économie à l’université Columbia en 1927. Le 18 octobre 1917, il épouse Lucretia Louise del Valle, fille de Reginaldo Francisco del Valle, sénateur de Californie, et d’Helen M. del Valle, née White, ainsi que petite-fille d’Ygnacio del Valle. De cette union naît une fille, Patricia Louise Grady, le 11 mai 1920 à Paris. Celle-ci décède le 28 mai 2000 à Asheville (Caroline du Nord). Le 24 août 1942, Patricia épouse le diplomate John Paton Davies Jr.

### Début de carrière
Henry Francis Grady  occupa diverses fonctions administratives et académiques au sein des institutions économiques et politiques des États-Unis. En 1921, il fut attaché au département du Commerce sous l’autorité du secrétaire Herbert Hoover, où il exerça en qualité d’assistant. Par la suite, il assuma le décanat du College of Commerce de l’Université de Californie à Berkeley entre 1928 et 1934. Se fixant ensuite à Washington, il se distingua comme économiste influent dans l’élaboration des politiques du New Deal sous l’administration du président Franklin D. Roosevelt. Nommé secrétaire d’État adjoint en 1939, il se spécialisa dans les questions de politique commerciale, domaine dans lequel il acquit une certaine notoriété. Certains observateurs ont noté que l’influence de son épouse, alors vice-présidente du Comité national démocrate, contribua à l’ascension de sa carrière. En 1941, il quitta ses fonctions gouvernementales pour prendre la présidence de l’American President Lines, une compagnie maritime qu’il dirigea jusqu’en 1947. Durant cette période, il participa à la résolution de problématiques logistiques liées à l’effort de guerre et devint conseiller de Roosevelt sur les affaires indiennes et italiennes.

### Carrière diplomatique

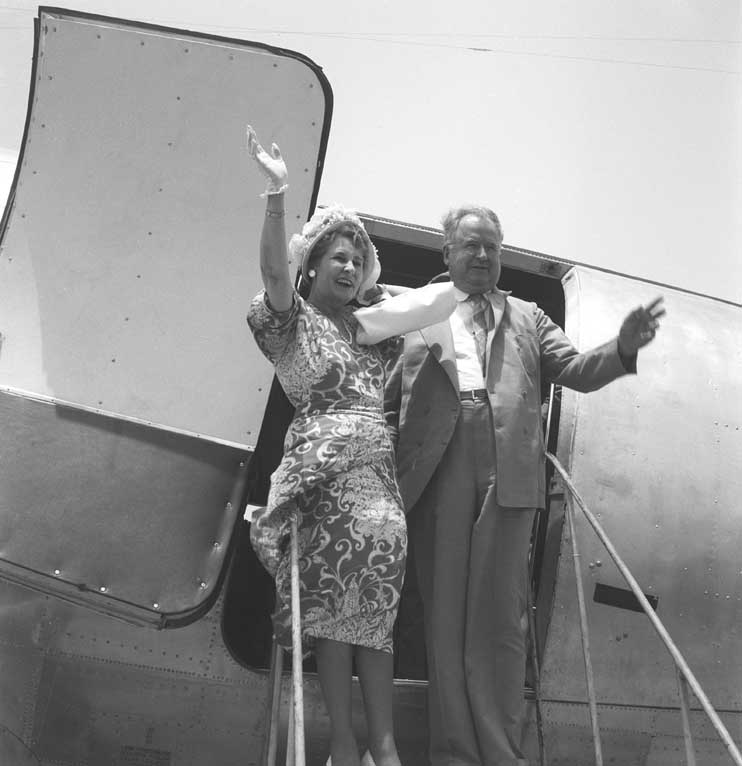
Henry F. Grady, ambassadeur désigné des États-Unis en Inde, et son épouse à leur arrivée à l'aérodrome de Willingdon, à New Delhi, le 25 juin 1949.

En octobre 1945, il fut désigné par le président des États-Unis, Harry S. Truman, en qualité de son émissaire personnel auprès de la commission interalliée mandatée pour surveiller le déroulement des élections en Grèce. Cette nomination intervenait dans un contexte particulièrement instable, marqué par les dissensions politiques et les troubles insurrectionnels engendrés par la guerre civile grecque. 
En juillet 1946, Grady, conjointement avec Herbert Morrison, vice-Premier ministre britannique, élabora le « Plan Morrison-Grady », une proposition visant à résoudre la question palestinienne par l’établissement d’un système fédéral sous tutelle intégrale du Royaume-Uni. Ce projet, conçu comme une alternative aux revendications concurrentes des communautés arabe et juive, prévoyait une organisation politique fondée sur une partition administrative, tout en maintenant l’autorité suprême de la puissance mandataire. Toutefois, il fut unanimement rejeté par les deux parties. 
Henry Francis Grady fut le premier ambassadeur des États-Unis accrédité en Inde, occupant ce poste de 1947 à 1948. Parallèlement, il exerça les fonctions de premier ministre des États-Unis au Népal à partir de 1948. Par la suite, il fut nommé ambassadeur en Grèce (1948-1950), puis en Iran (1950-1951). Son mandat en Iran fut marqué par un désaccord fondamental avec le secrétaire d'État Dean Acheson au sujet du soutien américain à l'hégémonie britannique dans la région. Cette divergence de vues, portant sur l'orientation de la politique étrangère des États-Unis, conduisit à son rappel prématuré et à la cessation de ses fonctions. 
Il fut affilié au Pacific-Union Club de San Francisco ainsi qu’au Family Club.

## Mort
Il s’éteignit le 14 septembre 1957 à bord du navire SS President Wilson, alors en traversée dans l’océan Pacifique, des suites d’une défaillance cardiaque. Sa dépouille fut inhumée au cimetière Holy Cross, situé à Colma, en Californie. 